# Аллори, Алессандро
Алесса́ндро Алло́ри, полное имя: Алесса́ндро ди Кристофано ди Лоренцо дель Бронзино Алло́ри (итал. Alessandro di Cristofano di Lorenzo del Bronzino Allori; 31 мая 1535, Флоренция, Тоскана — 22 сентября 1607, Флоренция) — итальянский живописец периода маньеризма флорентийской школы. Ученик своего дяди Бронзино. После смерти учителя в 1572 году стал подписывать свои работы в честь учителя: «Алессандро Бронзино», или «Алессандро Бронзино Аллори» (сокращённо: Сандрино), поэтому его часто путали с самим Аньоло Бронзино.

## Биография
Алессандро Аллори родился 31 мая 1535 года во Флоренции в семье оружейника Кристофано ди Лоренцо и Дианоры Софферони, он, должно быть, ещё ребёнком поступил в мастерскую друга семьи Аньоло Бронзино, который после смерти отца мальчика в 1540 году, по свидетельству Джорджо Вазари, считал его приёмным сыном. Утверждение, что Бронзино был дядей Алессандро Аллори позднейшие исследователи считают ошибочным.
В 1554 году Алессандро уехал в Рим вместе с братом Бастиано, приобщаясь в Вечном городе к кругу тосканских художников; возможно, он был знаком с самим Микеланджело, произведениями которого восторгался, а также изучал картины Рафаэля. Он вернулся во Флоренцию в 1560 году, чтобы украсить капеллу Монтауто в монастыре Сантиссима-Аннунциата по рисункам, сделанным в Сикстинской капелле в Ватикане.
В 1560 году Алессандро Аллори начал писать трактат по пластической анатомии «Диалог об искусстве рисунка» (Dialogo sull’arte del disegno), посвятив его Бронзино; он писал алтарные картины. В следующем году закончил работу над картиной «Не прикасайся ко Мне (Noli me tangere)» (ныне в Лувре) и ненадолго отправился в Рим ради портрета Паоло Каприны, который теперь находится в Музее Эшмола. Бронзино составил завещание 18 января 1561 года. Свои картины, рисунки, краски и всё, что касается искусства живописи, он завещал Алессандро Аллори. Бронзино и Аллори последние годы работали и жили вместе в одном доме (существует устойчивая версия об их гомосексуальных отношениях, косвенно подтверждаемая живописью Бронзино).
18 октября 1563 года Аллори был назначен консулом Академии рисунка во Флоренции и занимал эту должность до апреля 1564 года, он также участвовал в подготовке похорон Микеланджело.
В 1570—1572 годах Алессандро Аллори принимал участие в оформлении Студиоло Франческо I в Палаццо Веккьо во Флоренции. Проектом руководил Вазари согласно сложной, специально разработанной иконографической программе. Кроме Аллори для её осуществления он привлёк многих флорентийских художников-маньеристов того времени: Якопо Дзукки, Мирабелло Кавалори, Джироламо Маккиетти, Франческо Морандини, Джованни Баттиста Нальдини, Мазо да Сан-Фриано, Алессандро Фей, Карло Портелли, Джованни Страдано и других.
Студиоло будет разобрано в 1590 году, а содержащиеся в нём произведения искусства, в том числе живописные панели будут рассеяны.
После смерти Бронзино и Вазари Алессандро Аллори стал официальным художником великого герцога Франческо I Медичи, выполняя его художественные заказы и беря на себя самые разные задачи, в 1592 году он был назначен также архитектором флорентийского собора Санта-Мария-дель-Фьоре.
С девяностых годов Алессандро пользовался помощью своего сына Кристофано (1577—1621) и принял новшества, которые демонстрировали художники-маньеристы младшего поколения и строгую эстетику периода Контрреформации. Важнейшие из его произведений: «Крещение Христа», «Жертвоприношение Исаака», портреты Джулиано Медичи, Бьянки Капелло, самого художника (все пять в галерее Уффици, во Флоренции), портрет кардинала Фердинандо Медичи (в Палаццо Питти), «Рождество Девы Марии» (в церкви Сантиссима-Аннунциата), «Христос в доме Марфы и Марии» (в Музее истории искусств, Вена), «Вирсавия в купальне» и портрет молодого человека (в Эрмитаже), Венера и Купидон (Музей Фабра, Монпелье), Христос и Самаритянка (церковь Санта-Мария-Новелла, Флоренция). Среди соавторов Аллори был Джованни Мария Баттерли. Его учениками — Джованни Бидзелли, Джованни Баттиста Ванни, Кристофоро дель Альтиссимо, Чезаре Дандини, Арканджела Паладини, Аурелио Ломи, Джон Мосье, Алессандро Пьерони и Монанни.
В 1576 году Алессандро Аллори возглавил мануфактуру по производству шпалер во Флоренции и собственноручно выполнял многие картоны для тканых ковров. С 1580 года Аллори вместе с Буттери работал в Бадиа-ди-Пассиньяно.
Алессандро Аллори скончался 22 сентября 1607 года в родном городе.
В санкт-петербургском Эрмитаже имеется пять картин Алессандро Аллори.

## Галерея
- Похищение Прозерпины. 1570. Дерево, масло. Центр Гетти, Лос-Анджелес, Калифорния, США
- Сусанна и старцы. 1561. Холст, масло. Музей Манин, Дижон
- Венера и Купидон. Ок. 1570. Дерево, масло. Музей Фабра, Монпелье
- Христос в доме Марфы и Марии. 1605. Дерево, масло. Музей истории искусств, Вена
- Портрет Элеоноры де Толедо. 1560-е. Дерево, масло. Берлинская картинная галерея
- Изабелла де Медичи. 1560-е. Дерево, масло. Частное собрание
- Портрет дамы (Марии де Медичи?). Ок. 1555. Дерево, масло. Музей истории искусств, Вена
- Леонора Альварец де Толедо (Дианора). Между 1571 и 1576. Дерево, масло. Государственный Эрмитаж, Санкт-Петербург
- Портрет Козимо I де Медичи. 1537. Холст, масло (переведено с дерева). Государственный Эрмитаж, Санкт-Петербург